# Nikanor Teratologen
Nikanor Teratologen, verkligt namn Sten Niclas Birger Lundkvist, född 27 oktober 1964, är en svensk romanförfattare, översättare och litteraturkritiker.
Han debuterade 1992 med romanen Äldreomsorgen i Övre Kågedalen som väckte skandal, föranledde spekulationer om personen bakom pseudonymen och så småningom nådde nära nog kultstatus. Författarskapet under pseudonymen Nikanor Teratologen präglas av skabrösa överdrifter av sexuell natur och extrema politiska ställningstaganden. 
Namnet Nikanor förekommer i formen Nicanor i P.O. Enquists roman Musikanternas uttåg från 1978 som namnet på en fristående socialistisk agitator i Västerbotten som får tungan utskuren av arga arbetare. Namnet Teratologen anspelar på teratologi som är läran om missbildningar.
I juni 2016 publicerades i flera medier, bland andra Expo, uppgifter om en stark koppling mellan författaren och det antisemitiska kontot Ezzelino på Flashback. Hans förre förläggare bekräftade uppgiften att Nikanor Teratologen skrivit på Flashback men kunde inte bekräfta att han använt just denna pseudonym.

## Biografi
Niclas Lundkvist är uppvuxen i Kåge i Skellefteå kommun och gick högstadiet på Norrhammarskolan i Skellefteå. Därefter fortsatte han på gymnasiet vid Kaplanskolan i samma stad. Han läste sedan en A-kurs i historia vid Umeå universitet och skrev en uppsats om andra världskrigets utbrott. I den första intervjun år 1992 i Expressen anger Lundkvist att han är militant vegetarian, och journalisten noterar att han bär en torshammare runt halsen.
Lundkvist är gift och bor sedan 2014 i Burträsk. Nyöversättningen av Så talade Zarathustra är tillägnad hustrun.

## Debut
Lundkvist slog igenom sommaren 1992 med sin debutbok Äldreomsorgen i Övre Kågedalen. Romanen påstås vara de kvarlämnade anteckningarna efter 11-årige Helge Holmlund där denne berättar om sitt liv i Hebbershålet i Kågedalen med sin morfar och deras sadomasochistiska förhållande. De sysselsätter sig med bland annat mord, våldtäkter, andra sexuella grymheter och filosofiska samtal. I deras samtal finns en mängd anspelningar på den klassiska litteraturen, nazistisk ideologi samt esoterika. Manuskriptet hade lästs av Erland Törngren och antagits av en enig förlagsgrupp på Norstedts.
Mottagandet av Äldreomsorgen i Övre Kågedalen präglades överlag av förvåning, och i många fall också upprördhet, över bokens explicita skildringar av sex och våld. Samtidigt hyllades boken för sin originalitet och briljanta språk. TT sammanfattade 1992 kritikerkårens reaktioner enligt följande:
| ” | Samtidigt som boken stämplas som den "vidrigaste och mest perversa" som någonsin skrivits i vårt land, erkänns oförbehållsamt att den både är vital, skarpsinnig och språkligt genial. ... Äcklig, sjukligt pervers, sataniskt vidrig, motbjudande, avskyvärd, men samtidigt skarpsinnig och skickligt chockerande, anser en praktiskt taget enig kritikerkår. | „ |

Den stilistiskt drivna språkbehandlingen övertygade många recensenter om att det måste ha varit en välkänd författare som skrivit boken. De namn som förekom flitigast i spekulationerna kring vem som dolde sig bakom pseudonymen Nikanor Teratologen var Stig Larsson, P-O Enquist och Torgny Lindgren.
Några dagar efter debuten kunde Aftonbladet och Expressen samtidigt avslöja att det var Niclas Lundkvist, som då var 27 år gammal och bosatt i Lund, som dolde sig bakom pseudonymen Nikanor Teratologen. Expressens journalist Per Svensson berättar att Lundkvist blev väldigt besvärad när han fick klart för sig att hans pseudonym var röjd – något som enligt Svensson skiljer sig från många författare som brukar bli glada för uppmärksamheten när de blir avslöjade. Enligt Svensson framstod Lundkvist som en ”genuin outsider” som helst hade fortsatt vara anonym.
Äldreomsorgen i Övre Kågedalen har blivit en radiopjäs, Ur djupet av en massakrerad ömtålighet, av Britt Edwall. Morfar spelades av Ernst Günther och Örjan Ramberg spelade Helge. Radiopjäsen sändes första gången 3-4 juni 1994 i P1, kl. 23.30–00.45, och föjdes av en diskussion, med Britt Edwall och en psykoanalytiker, Ludvig Igra.

## Litterär stil
Författarskapet under pseudonymen Nikanor Teratologens verk präglas av skabrösa överdrifter av sexuell natur, vilket föranlett Mattias Fyhr att benämna den som gotisk black metal. Nikanor är ett mansnamn som betyder segrare på grekiska och "Teratologen" kommer från grekiskans τερατολογος, vilket under den grekiska antiken var en som berättade om järtecken och förunderliga ting. Teratologi är läran om missbildningar, framför allt under den embryonala utvecklingen. Förutom ett direkt inflytande från skräckklassiker som H.P. Lovecraft och erotisk litteratur i stil med Marquis de Sade kan man hos Lundkvist finna ett stort inslag av dysterhet.
Han säger själv om den första romanens tillkomst:
| ” | Orsaken till att jag skrivit den är för att fästa uppmärksamheten på det kärlekslösa samhälle vi lever i – lugnt och välordnat på ytan, men rovdjurslikt och sataniskt under den. Romanen var ett sätt för mig att driva ut demonerna för allmän skärskådan. | „ |

## Icke skönlitterära verk
Förutom författandet av skönlitteratur och aforismer har Lundkvist även översatt Friedrich Nietzsche från tyska för en samlingsvolym utgiven av tidskriften Res Publica och Så talade Zarathustra för förlaget h:ström. Sedan 2007 är Lundkvist verksam som skribent i Tidningen Kulturen samt på kultursidan i Norra Västerbotten. Han har även medverkat i tidskriften Subaltern. Verket Apsefiston är en samling aforismer.
När författarkollegan och vännen Stig Sæterbakken tog livet av sig år 2012 skrev han ett minnesord.

## Översättningar
- Texter av Friedrich Nietzsche åt förlaget Symposion och tidskriften Res Publica.
- Friedrich Nietzsche: Så talade Zarathustra, åt förlaget H:ström (2007)
- E.M. Cioran: Sammanfattning av sönderfallet, åt förlaget H:ström
- Max Stirner: Den ende och hans egendom, åt förlaget H:ström (2020)

## Priser och utmärkelser
- Beskowska resestipendiet 2010[19]